# Били Медисон
Били Медисон (енгл. Billy Madison), амерички је филм из 1995. године у режији Тамре Дејвис.
Да би наследио хотелско царство свог оца Брајана, незрели и лењи Били Медисон мора изнова да понавља разред од првог до дванаестог. Што Били даље напредује, његов омражени ривал Ерик Гордон све више покушава да га заустави.

## Радња
Престарели глупан Били Медисон, наследник невероватно богатог власника хотелског ланца, проводи цео дан и ноћ гледајући опсцене часописе, испијајући пиво и играјући идиотске шале. Али једног дана његовом беспосличарству долази крај - његов отац жели да своју компанију пренесе на Ерика Гордона. Били то не може да дозволи и тражи од оца права на компанију. И тако, да би добио своје законско „наследство”, Били Медисон треба поново да прође целу школу за два месеца.